# Obereopsis shillongensis
Obereopsis shillongensis là một loài bọ cánh cứng trong họ Cerambycidae.